# Derby Birmingham w piłce nożnej
Derby Birmingham (ang. Birmingham derby), w Anglii również Second City derby – derby piłkarskie rozgrywane pomiędzy dwoma zespołami z Birmingham – Aston Villą i Birmingham City.
Pierwszy raz obydwa zespoły spotkały się na obiekcie Muntz Street 27 września 1879 roku. Birmingham City nosił wówczas nazwę Small Heath Alliance. Spotkanie to zakończyło się wynikiem 1:0.
Więcej zwycięstw odnotował zespół Aston Villi (53, w tym 46 w lidze). W spotkaniach derbowych padły 32 remisy, 38 razy zwyciężała drużyna Birmingham City.

## Statystyki
Stan na 23 kwietnia 2017
|               | Zwycięstwa Birmingham City | Remisy | Zwycięstwa Aston Villi |
| ------------- | -------------------------- | ------ | ---------------------- |
| Liga          | 36                         | 30     | 46                     |
| Puchar Anglii | 0                          | 1      | 2                      |
| Puchar Ligi   | 2                          | 1      | 5                      |
| Łącznie       | 38                         | 32     | 53                     |